# 圣乔治德谢内
圣乔治德谢内（法語：Saint-Georges-de-Chesné，法語發音：[sɛ̃ ʒɔʁʒ də ʃɛne]）是法国伊勒-维莱讷省的一个旧市镇，位于该省东北部，属于富热尔-维特雷区。2019年1月1日，圣乔治德谢内和相邻的另外3个市镇合并为新市镇里沃迪库埃农（Rives-du-Couesnon）。

## 地理
圣乔治德谢内（48°16'25"N, 1°17'29"W）面积11.62 平方千米，位于法国布列塔尼大區伊勒-维莱讷省，该省份为法国西北部沿海省份，位于布列塔尼半岛东部，北濒大西洋，西接阿摩尔滨海省和莫尔比昂省，南至大西洋卢瓦尔省，西南端接曼恩-卢瓦尔省，东临马耶讷省，东北与芒什省接壤。
与圣乔治德谢内接壤的市镇（或旧市镇、城区）包括：旺代勒、比耶、孔布尔蒂耶、尚容河畔利夫雷、默塞、库埃农河畔圣让、圣欧班迪科尔米耶。
圣乔治德谢内的时区为UTC+01:00、UTC+02:00（夏令时）。

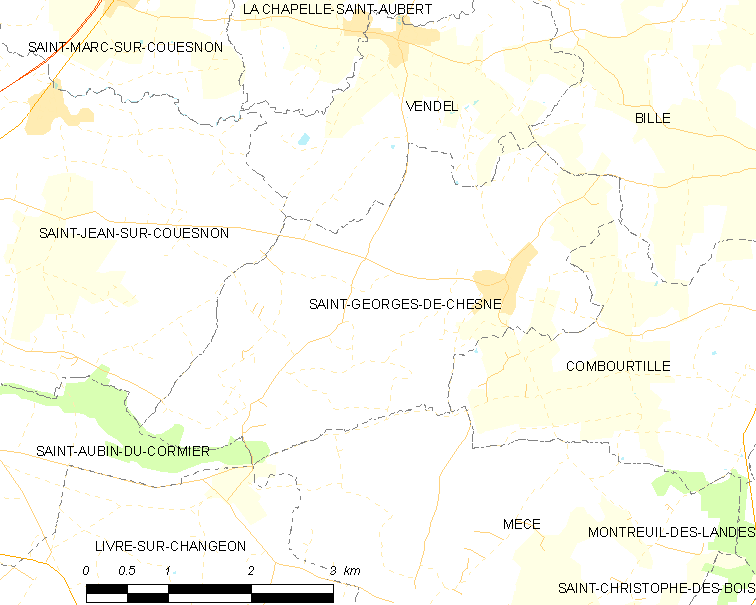
圣乔治德谢内的OSM定位图

## 行政
圣乔治德谢内的邮政编码为35140，INSEE市镇编码为35269。

## 政治
圣乔治德谢内所属的省级选区为富热尔第一县。

## 人口

1962-2008年间圣乔治德谢内人口变化图示

圣乔治德谢内于2018年1月1日时的人口数量为708人。